# Thomas A. Reiter
Thomas Arthur Reiter, född 23 maj 1958 i Frankfurt am Main, är en tysk ESA-astronaut.
Reiter blev uttagen i ESA-grupp 2 15 maj 1992.
Asteroiden 10973 Thomasreiter är uppkallad efter honom.

## Rymdfärder
Reiter har gjort två rymdfärder hittills. Euromir-95 till Mir med Sojuz TM-22, och den 4 juli 2006 åkte han till ISS med STS-121. Han har hunnit med över 350 dagar i rymden.
ESA-astronauten Thomas Reiter följde med STS-116 besättningen tillbaka till jorden efter sitt 6 månader långa uppdrag på rymdstationen.

### Euromir-95
Den första rymdfärden gjorde Reiter från 3 september 1995 till 29 februari 1996.

### ISS-13
Den andra färden startade med STS-121/Discovery 4 juli 2006. Uppdraget kallas av ESA för Astrolabuppdraget. Reiter återkom till Jorden med STS-116 den 22 december.

## Rymdfärdsstatistik
| Färd       | Datum                               | Tid        | EVA      |
| ---------- | ----------------------------------- | ---------- | -------- |
| Euromir-95 | 3 september 1995 - 29 februari 1996 | 4297:41:45 | 8:22:00  |
| ISS-13     | 4 juli - 22 december 2006           | 4108:03:00 | 5:54:00  |
| Totalt     | Totalt                              | 8405:44:45 | 14:16:00 |